# Kolonialrecht
Als Kolonialrecht bezeichnete man im Allgemeinen die Rechtsnormen, die die Rechtsverhältnisse der Kolonien regelten. Im Einzelnen ist jedoch folgende Unterscheidung zu machen:

## Rechtsverhältnisse in Kolonien
Kolonialrecht wird das Recht genannt, welches in den jeweiligen Kolonien galt, also für die Rechtsverhältnisse der Einwohner in den betreffenden Territorien maßgebend war. Je nach den Verhältnissen, auf welche sich diese Rechtsnormen bezogen, gehörten dieselben dem öffentlichen oder dem privaten Recht an. Kolonien, welche eine besondere Organisation hatten, und denen, wie vielen Britische Kolonien, eine weitgehende Autonomie zugestanden war, indem für sie auch besondere Volksvertretungen ernannt wurden, hatten ein ausgebildetes Kolonialrecht in diesem Sinn.

## Staatsrechtliche Natur
Für andere Kolonien war mehr oder weniger das in dem Mutterland geltende Recht maßgebend. Staatsrechtlicher Natur war dasjenige Kolonialrecht, welches die Beziehungen der Kolonie zu dem Mutterland regelte. Auch in dieser Hinsicht bestand eine große Verschiedenheit, indem manche Kolonien Bestandteil des Hauptstaates waren, wie z. B. Algerien staatsrechtlich zu Frankreich gehörte, ohne deshalb seinen kolonialen Charakter verloren zu haben. Andere Kolonien standen unter der Souveränität der Regierung des Mutterlandes, während wiederum in anderen Ländern die Regierung des Mutterlandes nur eine so genannte „Schutzherrschaft“ ausübte und lediglich eine „Schutzgewalt“ über ihre Staatsangehörigen in Anspruch nahm, die sich in dem fremden Land aufhielten. Doch konnte diese „Schutzherrschaft“ eine so weitgehend sein, dass die „Schutzgebiete“ als Kolonien aufzufassen waren. Das trifft auf die deutschen „Schutzgebiete“ zu, die in diesem Sinne Kolonien waren. Es gab keine völkerrechtlichen Protektoratsverhältnisse des Deutschen Reiches in der Kolonialzeit zwischen 1884 und 1919.

## Internationales Kolonialrecht
Kolonialrecht wurden auch die Rechtsgrundsätze genannt, nach welcher sich die Beziehungen der verschiedenen Mächte untereinander in Ansehung ihres Kolonialbesitzes bestimmten. Diese waren völkerrechtlicher Natur (Internationales Kolonialrecht). Sollte der Kolonialbesitz des einen von der Regierung des anderen Landes respektiert werden, so genügte es nicht, dass die Besitzergreifung eines nach damaligen Verständnis „herrenlosen“, d. h. von einer der internationalen Rechtsgemeinschaft nicht angehörigen, so genannten „unzivilisierten“ Völkerschaft bewohnten, Landes lediglich formell, z. B. durch Flaggenheißen, erfolgte; es war vielmehr eine tatsächliche Herrschaftsausübung über das zu okkupierende Territorium erforderlich. Einzelheiten waren sehr umstritten.
In diesem Sinn hatte auch die Kongoakte vom 26. Februar 1885 (Art. 34 f.) die Verpflichtung der Signatarmächte anerkannt, in den von ihnen an den Küsten des afrikanischen Kontinents besetzten Gebieten das Vorhandensein einer Obrigkeit zu sichern, welche hinreichte, um erworbene Rechte zu schützen. Außerdem wurde in dieser für künftige koloniale Erwerbungen maßgebenden Akte die Verpflichtung anerkannt, bei Übernahme einer neuen „Schutzherrschaft“ oder bei neuen Aneignung den Signatarmächten davon Anzeige zu machen, um dieselben in den Stand zu setzen, gegebenenfalls ihre Reklamationen geltend zu machen.

## Deutsches Kolonialrecht
Das Kolonialrecht war infolge der deutschen kolonialpolitischen Bestrebungen Ende des 19. Jahrhunderts nicht nur mehrfach zum Gegenstand wissenschaftlicher Untersuchungen gemacht, sondern auch gesetzgeberisch in Deutschland behandelt worden. Die deutsche Reichsverfassung (Art. 4, Abs. 1) wies eine Bestimmungen über Kolonisation der Gesetzgebung und der Beaufsichtigung des Reichs auf.
Nach dem deutschen Reichsgesetz vom 17. April 1886 (Schutzgebietsgesetz), betreffend die Rechtsverhältnisse der deutschen Kolonien, übte der Kaiser in den letzteren die „Schutzgewalt“ im Namen des Reichs aus. „Kolonialminister“ war der Reichskanzler. Nach dem angezogenen Gesetz sollten sich das für die deutschen Kolonien maßgebende bürgerliche Recht, Strafrecht, Gerichtsverfahren und Gerichtsverfassung nach dem Reichsgesetz vom 10. Juli 1879 über die Konsulargerichtsbarkeit bestimmen. An die Stelle des Konsuls trat der vom Reichskanzler zur Ausübung der Gerichtsbarkeit ermächtigte Beamte. Kaiserliche Verordnungen konnten indessen Abweichungen von jenem Gesetz über die Konsulargerichtsbarkeit begründen. Das Reichsgesetz vom 4. Mai 1870, betreffend die Eheschließung und Personenstandsbeurkundung von Reichsangehörigen im Ausland, konnte durch kaiserliche Verordnung auch auf Nichtreichsangehörige ausgedehnt werden, wie dies für die westafrikanischen „Schutzgebiete“ von Kamerun und Togo durch Verordnung vom 21. April 1886 geschah.
Eine weitere Verordnung vom 5. Juni 1886 regelte die Rechtsverhältnisse in der Kolonie der Neuguinea-Kompagnie, während eine Verordnung vom 13. September 1886 die Rechtsverhältnisse in den pazifischen Kolonien Marshall-, Brown- und Providenceinseln zum Gegenstand hatte.
In den Folgejahren entwickelte sich eine rege und intensive Rechtssetzungstätigkeit, die erst mit dem Versailler Vertrag fast gegenstandslos wurde. Doch noch 1940 folgte die Ausfertigung eines Reichskolonialgesetzes durch das Kolonialpolitische Amt, das auf die Wiedererlangung eines deutschen Kolonialreiches hinwirkte. Letzte Reste der schutzgebietsbezogenen Gesetzgebung wurden erst mit dem gesetzlichen Auslaufen der „Kolonialgesellschaften“ (§ 4 Satz 1 des Bundesgesetzes vom 20. August 1975) und steuerrechtlichen Anpassungen (Art. 8 und 10 des Bundesgesetzes vom 25. Februar 1992) in der zweiten Hälfte des 20. Jahrhunderts beseitigt.